# سرقت (فیلم ۱۸۹۷)
«سرقت» (انگلیسی: Robbery) یک فیلم کوتاه سیاه‌وسفید کمدی صامت بریتانیایی محصول ۱۸۹۷ به کارگردانی رابرت ویلیام پل است.